# Francesco Benaglio

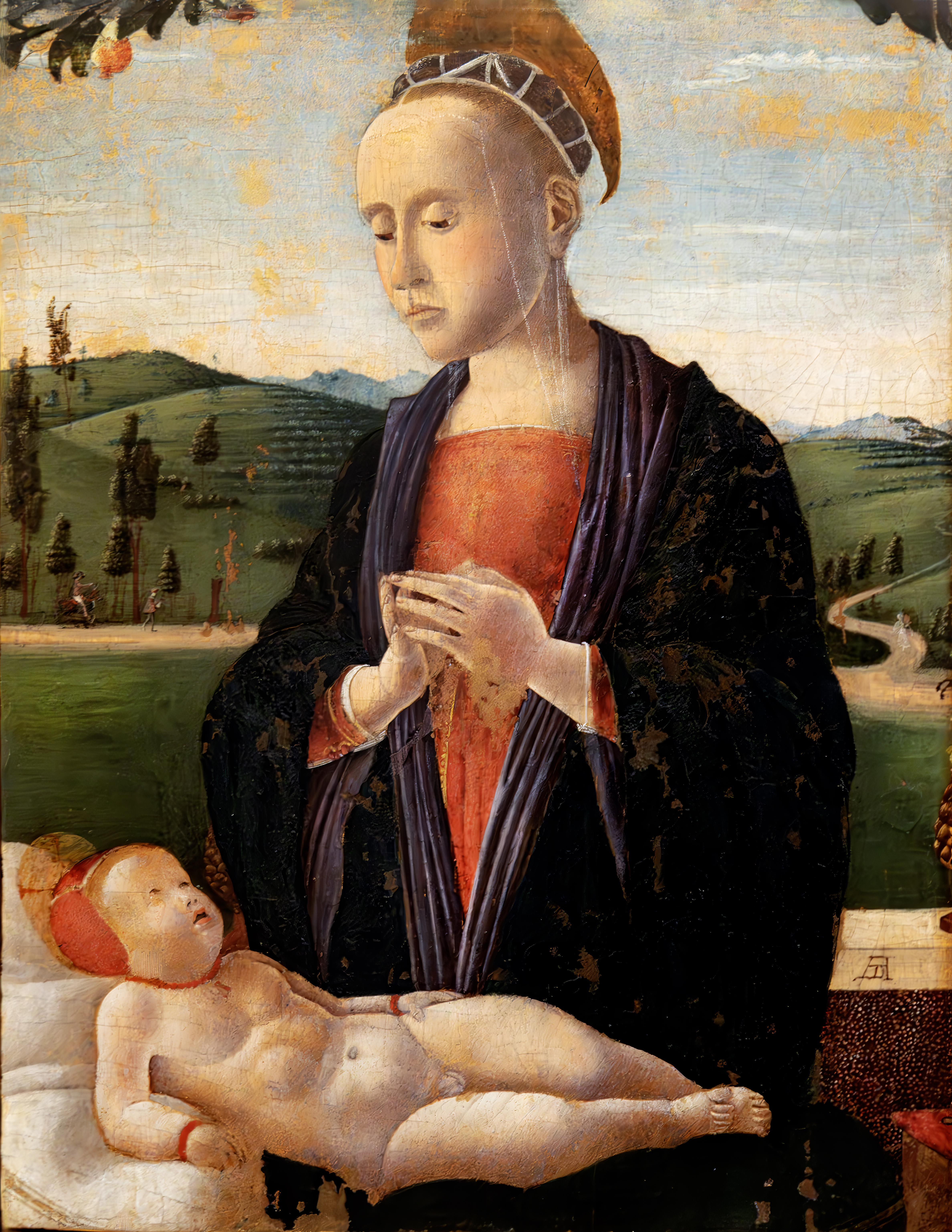
Madone et enfant Musée Correr.

Francesco Benaglio (Vérone, ca.1432 - 1492) est un peintre italien, le fils de Pietro dalla Biava, peintre de Bergame.

## Biographie
La chronique s'occupa de lui à cause d'un fait curieux qui lui coûta quatre mois de prison : sur des instigations de quelques nobles, il peignit quelques figures obscènes et cornues, de nuit, sur la façade du palais Sagramoso à Vérone.
Francesco Bonsignori fut de ses élèves.

## Œuvres
- Pietà a San Nazaro (près de la sacristie)
- Fresques de la chapelle Lavagnoli à Sant'Anastasia.

- Museo di arte medioevale e moderna del Castelvecchio (Vérone) :
  - Gesù morto sostenuto dalla Madre,
  - San Giovanni
  - Plusieurs portraits d'hommes.
- Madonna e Santi, triptyque, église San Bernardino
- Saint Jérôme (1470-1475), Tempera sur panneau de 139,1 cm × 64, 8 cm, National Gallery of Art, Washington
- Madonna col Bambino, National Gallery of Art, Washington
- Œuvres à Venise, Bergame, Pérouse...

## Sources
- (it) Cet article est partiellement ou en totalité issu de l’article de Wikipédia en italien intitulé « Francesco Benaglio » (voir la liste des auteurs).